# زهراء نامبيوو
زهراء نامبيوو هي محامية، ناشطة في حقوق الإنسان وأكاديمية أوغندية، تعمل حاليا مديرة تنفيذية في مركز السلم وحقوق الإنسان (HURIPEC) التابع لجامعة ماكيريري في كامبالا عاصمة أوغندا وأكبر مدنها.

## التعليم
تعتبر زهراء واحدة من بين لائحة طويلة من الكفائات الأكاديمة في مجال حقوق الإنسان، حصلت على بكالوريوس الحقوق من جامعة ماكيريري في العاصمة كامبالا، وحصلت أيضا على ديبلوما في قانون الحريات من طرف مركز تنمية القانون (بالإنجليزية) في كامبالا أيضا.
سافرت بعدها نحو فنلندا، حيث حصلت هناك على ديبلوم في القانون الدولي لحقوق الإنسان من جامعة أوبو أكاديمي في توركو. ثم ماجستير القانون في حقوق الإنسان من جامعة نوتنغهام في المملكة المتحدة. انتقلت بعدها إلى الولايات المتحدة وهناك توجت مسيرتها بدكتوراه العلوم القانونية من جامعة إيموري الواقعة في أتلانتا، جورجيا.

## المناصب
بدأت زهراء عملها في جامعة ماكيريري في 2006 حيث عملت كموظفة قانونية لمؤسسة مبادرة حقوق الإنسان (FHRI)، وهي منظمة غير ربحية تعنى بحقوق الإنسان مقرها في كامبالا. ثم عملت كأخصائية في مجال العدالة المرتبطة بالجنس في صندوق الأمم المتحدة الإنمائي للمرأة الواقع في ليبيريا. ومباشرة بعد دخولها للجامعة عملت ضمن الوكالة الدانمركية للتنمية الدولية (DANIDA) كمنسقة للبرنامج العدالة في أفريقيا.
تترأس زهراء "مركز بحوث السياسات العامة"، وهي خلية تفكير مقرها في كامبلا بأوغندا.